# 纳夫塔利·弗兰克尔

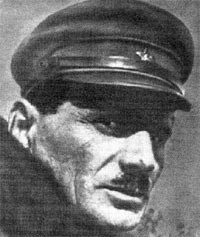
纳夫塔利·弗兰克尔

纳夫塔利·弗兰克尔（俄语： 1883年—1960年）苏联安全部门官员、秘密警察，生于巴勒斯坦海法，曾因非法交易被苏联当局逮捕判刑，后获得释放成为监狱管理人员并逐步晋升，从索洛维茨基隔离营起步，设计并组织了苏联劳改营系统古拉格（用勞動能力決定食物份量）。